# Choga Mami
Choga Mami è un sito archeologico del Neolitico, situato nei pressi della città di Mandali, in Iraq. Il sito è stato datato al periodo di Samarra, 6000 anni circa prima di Cristo.

## Descrizione
Choga Mami è il più grande tell della regione di Mandali, in un'area che avrebbe visto un intenso traffico durante il periodo protostorico della Mesopotamia. Gli archeologi David e Joan Oates descrivono il sito come un "basso tumulo di circa 200 metri di lunghezza e 2-5 metri di altezza" e "fortemente eroso, con gli ultimi livelli conservati che risalgono al 4800 a.C."
Gli scavi condotti da Joan Oates, hanno rinvenuto alla fine degli anni 1960, un grande villaggio del periodo di Samarra, la cui occupazione è durata diversi secoli durante il VI millennio. Nel punto più alto del tell, un altro livello di occupazione indica la presenza di un villaggio nel periodo transitorio fra i periodi Samarra e Ubaid.
Gli edifici del villaggio erano rettangolari e costruiti in mattoni di fango, ivi inclusa una torre di guardia presente all'ingresso dell'insediamento. L'irrigazione sosteneva la produzione del bestiame (bovini, ovini e caprini) e dei prodotti agricoli (grano, orzo e lino). Si coltivavano anche lenticchie e "piselli a seme grande", mentre i pistacchi venivano raccolti nella vicina campagna.
Un aspetto importante del sito è dunque la testimonianza che esso fornisce sui rapporti cronologici tra le culture della Mesopotamia settentrionale e della Bassa Mesopotamia, almeno nell'area di Mandali, e sui collegamenti con l'Iran. L'introduzione dell'irrigazione, di nuovi tipi di cereali, di stili ceramici stranieri e di bestiame domestico si collocano tutti nel periodo di occupazione di Choga Mami, una manifestazione tardiva del periodo di Samarra nelle terre basse della Mesopotamia.

## Scavi
Choga Mami è stato inizialmente scavato da un gruppo di archeologi, guidati da Joan e David Oates. La prima stagione della campagna di scavi prese inizio il 2 dicembre 1967 e si protrasse fino al 26 febbraio 1968. Durante lo scavo, il team di archeologi ha trovato stanze in mattoni di fango, tutte di dimensioni simili e allineate con cura, alcune con tracce di fuoco. All'interno delle case, ceramiche dipinte, utensili e molte piccole figure di argilla. 

## Vasellame
I manufatti di ceramica sopravvissuti rinvenuti a Choga Mami sono stati costruiti con gli stessi materiali e con lo stesso aspetto complessivo di quelli della più vasta Cultura di Samarra. Molti dei reperti mostrano un ampio uso di immagini di animali, una caratteristica distintiva del periodo Tra i manufatti di argilla che sono stati scavati a Choga Mami, sono stati recuperati sia vasi dipinti che non dipinti, perline e figurine. Mentre le figurine di terracotta raffiguranti uomini e donne in piedi sono le più comuni, altre figurine assomigliano a quelle del successivo periodo Ubaid, rinvenute nell'Iraq meridionale e sono in qualche modo simili a quelle rinvenute a Tell es-Sawwan. Poche, fra la statuette di terracotta, sono state trovate intatte, a causa del materiale che le compone. La maggior parte di queste statuette rimane frammentaria.

Schema del sistema di canali d'irrigazione mesopotamico.

## Canali d'irrigazione
I canali di irrigazione di Choga Mami sono tra i più antichi canali artificiali conosciuti. Rappresentano la prima attestazione certa dello sviluppo della cultura di Samarra verso la coltivazione irrigua, un elemento chiave per lo sviluppo dell'economia in quest'area piuttosto arida. L'addomesticamento di piante e animali a Choga Mami è stato possibile grazie ai canali di irrigazione costruiti dall'uomo che correvano lungo il lato settentrionale del villaggio e di un grande canale risalente alla fine del periodo di Samarra che si trovava sul lato sud-occidentale del sito.
I canali di Choga Mami sono principalmente piccoli calanchi risalenti all'incirca al 6000 a.C.; è stato poi rinvenuto un altro canale molto più largo (circa 10 metri), scavato verso la fine del VI millennio a.C. L'acqua proveniva dal fiume Gangir, a nord-est del sito, con un supplemento dovuto a corsi d'acqua stagionali.